# Северо-атабаскские языки
Северо-атабаскские языки — географическая подгруппа атабаскской семьи на севере Северной Америки, в частности на Аляске, Юконе и Северо-Западных территориях. Северо-атабаскские языки делятся на 31 язык, которые группируются на 7 географических групп.

## Южно-аляскинская
1. Атна (медновский)
- Нижний атна (Ahtna’ht’aene) в устье реки у залива Аляска;
- Средний атна (Dan’ehwt’aene) в середине течения реки Коппер;
- Верхний атна (Tate’ahwt’aene) вверх по реке;
- Западный атна (Tsaay Hwt’aene) вымер.

2. Денаина (танаина)
- Верхнезаливный (Upper Inlet; распространён в Кник, Суситна, Тёнек и Эклутна)
- Внешнезаливный (Outer Inlet; распространён в Кенай, Кустатан и Селдовия)
- Внутренний (Inland; распространён в Лайм-Виллидж и Нондолтоне)
- Илиамна (Iliamna; распространён в Олд-Илиамна, Педро-Бей и области у озера Илиамна

## Центральная аляско-юконская
A. Коюкон
3. Дег-хитан
- Lower Yukon River
- Средний кускоквим

4. Холикачук
5. Коюкон
- Нижний коюкон (Lower Yukon Koyukon)
- Центральный коюкон (Dinaakkanaaga Ts’inh Huyoza, Koyukuk River Koyukon)
- Верхний коюкон (Upper Yukon Koyukon)

B. Танана-Тутчоне
6. Верхнекускоквимский язык
I. Танана
7. Нижний танана
- Minto-Tolovana-Toklat-Nenana-Wood River

- Minto-Tolovana
- Toklat
- Nenana
- Wood River
- Чена
- Salcha-Goodpastor

8. Танакросс
9. Верхний танана
- Nabesna
- Tetlin
- Northway
- Scottie Creek
- Канадский верхний танана

II. Тутчоне
- Южный тутчоне
- Северный тутчоне (aka Mayo)

C. Kutchin-Han
12. Гвичин
- Аляскинский гвичин (aka западный гвичин)
- Канадский гвичин (aka восточный гвичин)

13. Хан (Han, Moosehide, Dawson, Gens du Fou, Han Gwich-in, Han-Kootchin, Hankutchin)

## Северо-западные канадские
A. Cordillera
I. Central Cordillera (aka Tahltan-Tagish-Kaska)
14. Тагиш (aka Gunana, Nahane, Nahani, Si-him-E-na, «Stick Indians», Tagisch, Tahgish, Tahkeesh, Tahk-heesh)
15. Талтан (aka Nahanni, Keyehotine, Nahane, Nahani, Tahl-tan, Tatltan, Ticaxhanoten, Toltan)
16. Каска (aka Nahanni, Nahane, Nahani, Cassiar)
II. Southeastern Cordillera
17. Секани
18. Бивер (aka Beaver, Tsattine, Dunne-za, Deneza, Gens de Castor)
B. Mackenzie
I. Слейви (aka Slave)
19. Slavey (aka Slavey proper, South Slavey, Southern Slavey, Dene Tha, Esclave, Nahane, Nahani, Slave)
20. Mountain (aka Montagnards, Nahane, Nahani, Sih gotine, Sihta gotine)
21. Bearlake (aka Satudine, Sahtu gotine, Bear Lake)
22. Hare (aka Kawchottine, Ka so gotine, Kancho, Kawchodinneh, Rabbitskins, Ta-na-tin-ne)
23. Догриб (aka Tli Cho, Tłįchǫ or Thlingchadine)
C. Chipewyan
24. Чипевиан (aka Chipewyan, Dëne Sųłiné, Dene, Yellowknife, Montagnais, «Northern Indians», Copper Indians, Coppermine Indians, Mithcocoman, Red Knife, T’atsan ottine, Tatsotine, Yellow Knife)

## Цецаут
25. Цецаут

## Центральная Британская Колумбия
26. Бабин-вицувитен (aka North Carrier, Babine Carrier, Northern Carrier, Bulkley Valley, Lakes District, Western Carrier)
- Babine (aka Nadot’en, Nedut’en, Nat’oot’en)
- Takla
- Witsuwit’en (aka Wetsuwet’en, Wets’uwet’en, Wet’suwet’en)
- Moricetown
- Francois Lake

27. Кэрриер (aka Carrier, Dakelhne, Takelne, Takulli, Taculli, Takulie, Porteur, Nagailer)
- Центральный кэрриер(aka Верхний кэрриер)
- Южный кэрриер(aka Нижний кэрриер)

28. Чилкотин (aka Tsilhqot’in, Tinneh, Chilkhodins, Tsilkotin)
29. Никола (aka Stuwix, Nicola-Similkameen) (extinct)

## Сарси
30. Сарси (aka Sarcee, Tsuu T’ina, or Tsuut’ina)

## Квалиоква-тлацкани
31. Квалиоква-тлацкани
- Willapa (aka Willoopah)
- Suwal-Clatskanie

- Suwal
- Clatskanie (aka Tlatskanie)